# Australie au Concours Eurovision de la chanson
L'Australie participe au Concours Eurovision de la chanson, depuis sa soixantième édition, en 2015 quand le pays a été invité de manière exceptionnelle. L'invitation est renouvelée annuellement depuis. L'Australie est le premier pays d'Océanie à participer à l'Eurovision.

## Débuts
Une première demande de participation au concours de l'Eurovision, formulée dès 1970 par la chaîne ABC, fut rejetée par l'UER. 
Le diffuseur australien SBS, dont l'objectif est de « refléter la société multiculturelle australienne », diffusa le concours en Australie pour la première fois en 1983 et l'a fait sans discontinuer depuis. 
L'Eurovision s'est immédiatement révélé populaire auprès du public australien. Dans les années 1980, il était en particulier suivi par des téléspectateurs originaires de Grèce, d'Italie, de Yougoslavie, du Portugal et d'Espagne (les principaux pays d'origine des migrants arrivés en Australie dans les années ayant suivi la fin de la Seconde Guerre mondiale). 
Jusqu'en 2000, SBS retransmit les commentaires fournis par la BBC. En 2001, pour la première fois, un commentaire distinct est alors fourni par la chaîne, assuré par la comédienne Mary Coustas. En 2002 et en 2003, le présentateur Des Mangan officie comme commentateur. Depuis 2009, Julia Zemiro et Sam Pang sont les commentateurs officiels de la chaîne.
En 2012, pour la première fois, SBS envoie sur place ses commentateurs et devient le premier diffuseur non participant de l'histoire du Concours à disposer d'une délégation. 
En 2013, l'Australie fait sa première apparition officielle au concours, lors de la première demi-finale. Une vidéo est diffusée, enregistrée par SBS et présentée par Julia Zemiro, à l'occasion des trente ans de diffusion du concours dans le pays. 
En 2014, l'Australie fait sa première apparition en direct sur la scène du concours. SBS est chargée d'organiser l'entracte de la seconde demi-finale. La chaîne enregistre une vidéo et engage Jessica Mauboy pour interpréter Sea of Flags.

## Participation

### 2015
La participation du pays est annoncée officiellement le 10 février 2015. Il s'agit alors d'une participation à titre exceptionnel, en l'honneur des soixante ans du concours. SBS est invité à concourir au nom de l'Australie et obtient une qualification automatique pour la finale. Le pays vote lors des deux demi-finales. En cas de victoire, l'édition 2016 aurait été coorganisée avec l'un des pays-membres de l'UER.
Guy Sebastian est désigné pour être le représentant australien le 4 mars 2015, à la suite d'une sélection interne. Sa chanson, Tonight Again, est présentée le 16 mars. SBS One diffuse les trois soirées du concours et le pays termine à la cinquième place.

### 2016
Devant le succès rencontré par cette première participation, SBS est à nouveau invité en 2016, mais cette fois, avec un passage obligé par les demi-finales. L'artiste choisie est Dami Im, avec la chanson Sound of Silence. Le clip de la chanson est l'un des plus visionnés sur YouTube parmi les clips de l'édition 2016, avec plus de 14 millions de vues en octobre 2016. Dami Im termine première de sa demi-finale. En finale, elle se classe deuxième, après avoir remporté le vote du jury professionnel.

### 2017
Pour la troisième fois consécutive, SBS est réinvité à participer au concours. L'annonce en est faite par le superviseur exécutif, Jon Ola Sand, le 31 octobre 2016, lors de la présentation des 43 pays participants. Toutefois, la question de la participation définitive de l'Australie n'est toujours pas tranchée. Isaiah Firebrace est désigné le 3 mars 2017 en tant que représentant du pays par le biais d'une sélection interne. Il participe à la première demi-finale et se qualifie pour la finale en arrivant sixième. En finale, Isaiah se classe à la neuvième place.

### 2018
SBS confirme sa participation au concours le 24 août 2017. C'est donc la quatrième fois d'affilée que le pays est invité à prendre part au concours. Le pays est représenté par Jessica Mauboy. Il participe à la seconde demi-finale où il se qualifie avec une quatrième place. L'Australie atteint donc la finale, où la chanson se classe 20e sur 26 participants.

### 2019
De nouveau participant lors de la 64e édition en 2019, le pays organise la première sélection télévisée australienne pour l'Eurovision lors de l'émission Australia Decides. Kate Miller-Heidke est désignée comme représentante avec la chanson Zero Gravity. Le titre remporte la première demi-finale le 14 mai et se qualifie pour la finale du 18 mai où elle termine à la 9e place.

### 2021
La chanteuse Montaigne, initialement désignée pour le concours de 2020, finalement annulé, est de nouveau choisie pour l'édition de 2021 avec la chanson Technicolour. Le 20 Avril 2021 SBS annonce qu'en raison des restrictions de voyages liée à la Pandémie de COVID-19 dans le pays, la délégation n'allait pas se rendre à Rotterdam aux Pays-Bas là ou l'événement avait lieu et que la chanteuse allait concourir en utilisant la prestation de secours prévu par l'UER dans ces cas là . Lors de la demi-finale du 18 mai, elle ne parvient pas à se qualifier pour la finale. 2021 est donc la première fois que l'Australie ne se qualifie pas pour la finale de l'Eurovision depuis ses débuts en 2015.

### 2022
De nouveau participant lors de la 66e édition en 2022, le candidat est à nouveau sélectionné lors de l'émission Australia Decides. Sheldon Riley est désigné comme représentant avec la chanson Not The Same. L'Australie termine deuxième lors de la seconde demi-finale le 12 mai et se qualifie donc pour la finale du 14 mai où elle termine à la 15e place avec 125 points.

### 2023
De nouveau participant lors de la 67e édition en 2023, le candidat est cette fois sélectionné en interne. Le groupe Voyager est désigné comme représentant avec la chanson Promise. L'Australie remporte la seconde demi-finale le 11 mai et se qualifie donc pour la finale du 13 mai où elle termine à la 9e place avec 151 points.

### 2024
L'Australie, avec le titre One Milkali (One Blood) du groupe Electric Fields, ne dépasse pas lors de la 68e édition en 2024 le stade de la demi-finale du 7 mai.

## Résultats
L’Australie n'a encore jamais remporté le concours.
Le meilleur classement du pays en finale demeure jusqu'à présent la deuxième place de Dami Im en 2016. Par ailleurs, l'Australie a également remporté trois demi-finales, en 2016, 2019 et 2023. Le pays n'a jamais terminé à la dernière place, ni obtenu de nul point.

## Pays hôte
L'Australie n'a encore jamais organisé le concours. À l'heure actuelle, le groupe de référence de l'Eurovision considère que le diffuseur australien Special Broadcasting Service (SBS) devrait organiser le concours dans le pays européen de son choix s'il venait à l'emporter. Il justifie sa prise de position par des considérations d'ordre financier.[réf. nécessaire]

## Représentants
| Édition | Année | Artiste(s)         | Chanson                 | Langue(s)                | Traduction française       | Finale                                                 | Finale                                                 | Demi-finale                                            | Demi-finale                                            |
| Édition | Année | Artiste(s)         | Chanson                 | Langue(s)                | Traduction française       | Place                                                  | Points                                                 | Place                                                  | Points                                                 |
| ------- | ----- | ------------------ | ----------------------- | ------------------------ | -------------------------- | ------------------------------------------------------ | ------------------------------------------------------ | ------------------------------------------------------ | ------------------------------------------------------ |
| 60e     | 2015  | Guy Sebastian      | Tonight Again           | Anglais                  | Cette nuit encore          | 05                                                     | 196                                                    |                                                        |                                                        |
| 61e     | 2016  | Dami Im            | Sound of Silence        | Anglais                  | Son du silence             | 02                                                     | 511                                                    | 01                                                     | 330                                                    |
| 62e     | 2017  | Isaiah             | Don't Come Easy         | Anglais                  | Ça ne vient pas facilement | 09                                                     | 173                                                    | 06                                                     | 160                                                    |
| 63e     | 2018  | Jessica Mauboy     | We Got Love             | Anglais                  | Nous avons l'amour         | 20                                                     | 99                                                     | 04                                                     | 212                                                    |
| 64e     | 2019  | Kate Miller-Heidke | Zero Gravity            | Anglais                  | Aucune gravité             | 09                                                     | 284                                                    | 01                                                     | 261                                                    |
| 65e     | 2020  | Montaigne          | Don't Break Me          | Anglais                  | Ne me brise pas            | Concours annulé à la suite de la pandémie de COVID-19. | Concours annulé à la suite de la pandémie de COVID-19. | Concours annulé à la suite de la pandémie de COVID-19. | Concours annulé à la suite de la pandémie de COVID-19. |
| 65e     | 2021  | Montaigne          | Technicolour            | Anglais                  | Technicolor                |                                                        |                                                        | 14                                                     | 28                                                     |
| 66e     | 2022  | Sheldon Riley      | Not The Same            | Anglais                  | Pas le même                | 15                                                     | 125                                                    | 02                                                     | 243                                                    |
| 67e     | 2023  | Voyager            | Promise                 | Anglais                  | Promesse                   | 09                                                     | 151                                                    | 01                                                     | 149                                                    |
| 68e     | 2024  | Electric Fields    | One Milkali (One Blood) | Anglais, yankunytjatjara | Un seul sang               |                                                        |                                                        | 11                                                     | 41                                                     |
| 69e     | 2025  | Go-Jo              | Milkshake Man           | Anglais                  | L'homme milk-shake         |                                                        |                                                        | 11                                                     | 41                                                     |

- Première place
- Deuxième place
- Troisième place
- Dernière place

 Qualification automatique en finale
 Élimination en demi-finale

## Galerie

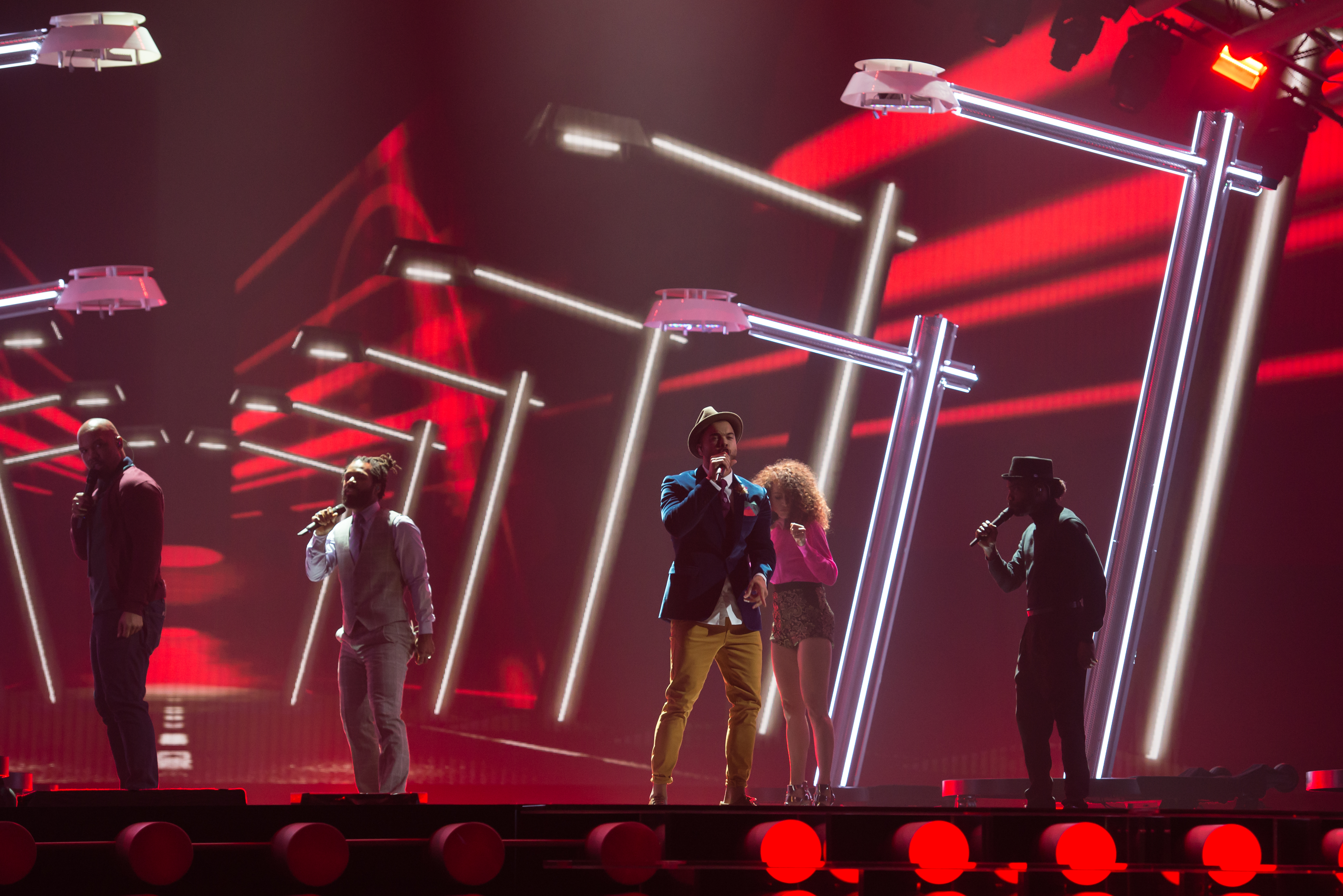
Guy Sebastian à Vienne (en 2015)
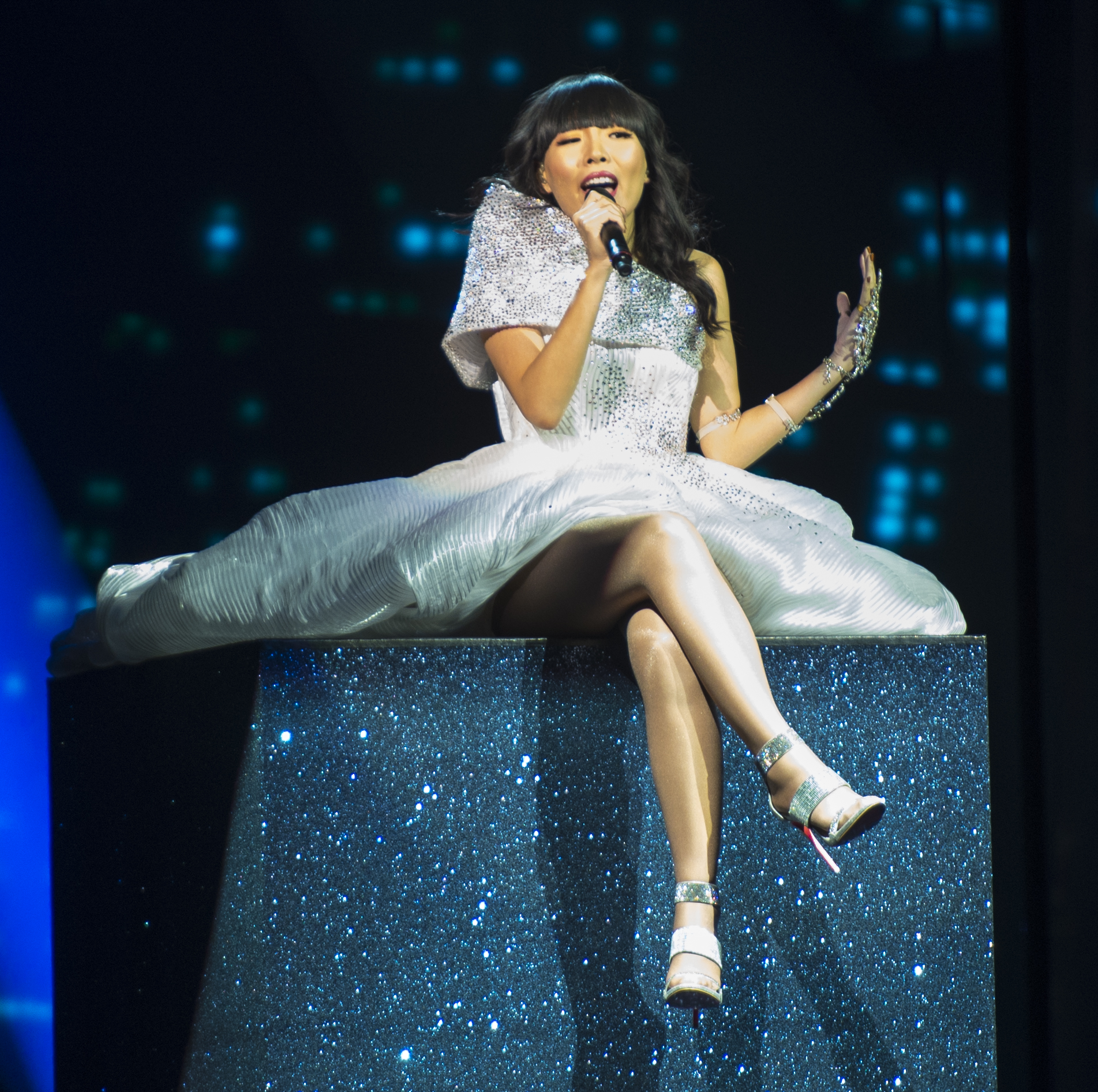
Dami Im à Stockholm (en 2016)
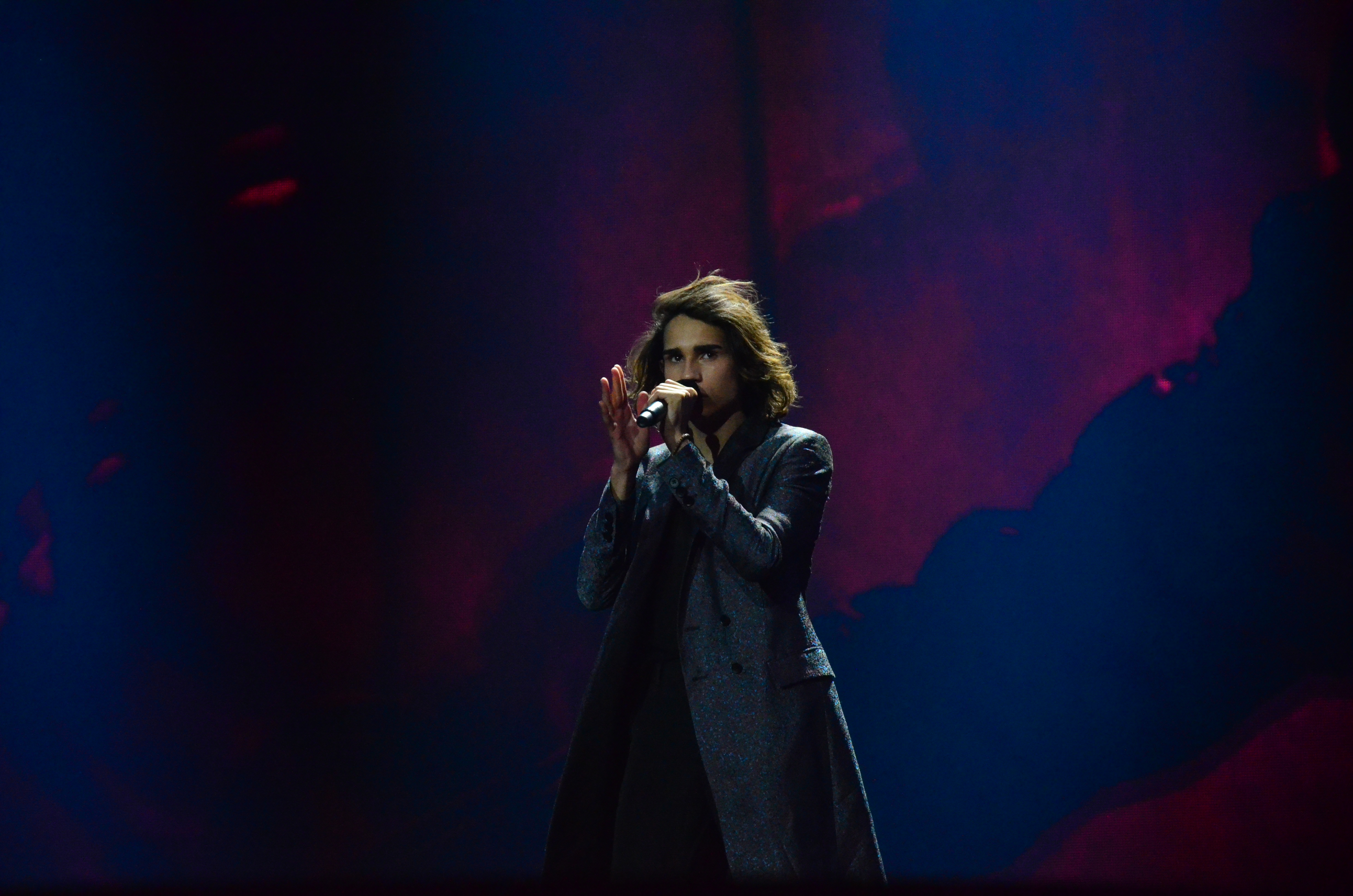
Isaiah à Kiev (en 2017)
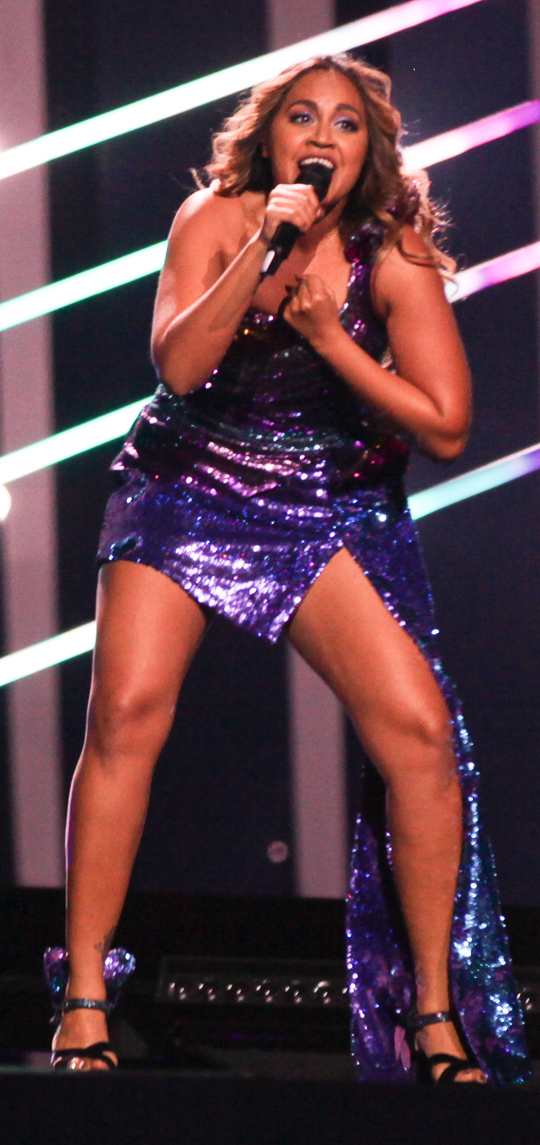
Jessica Mauboy à Lisbonne (2018)
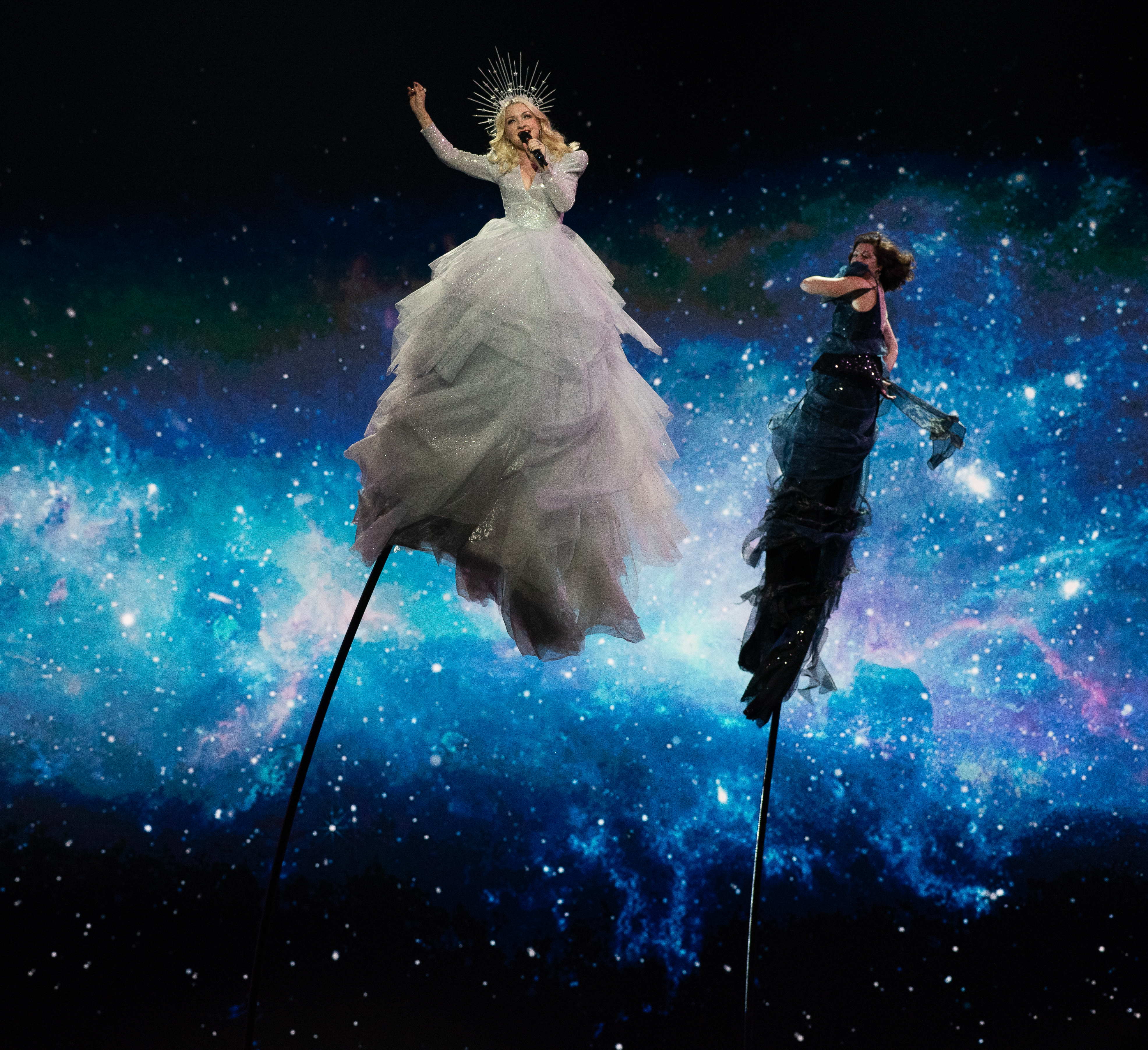
Kate Miller-Heidke à Tel Aviv (2019)
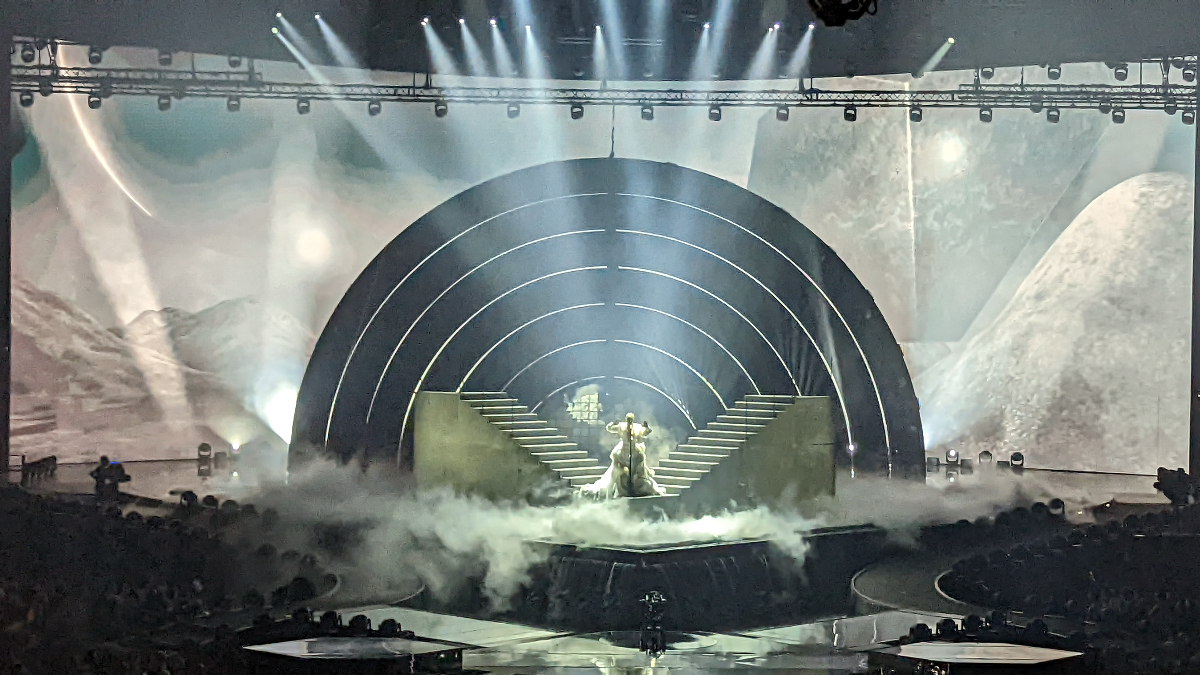
Sheldon Riley à Turin (2022)
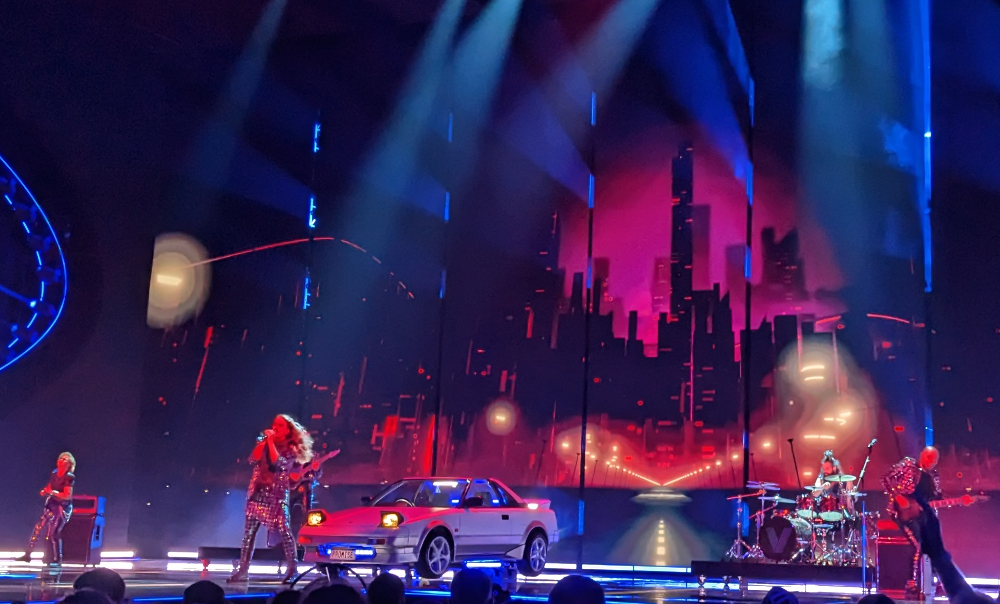
Voyager à Liverpool (2023)
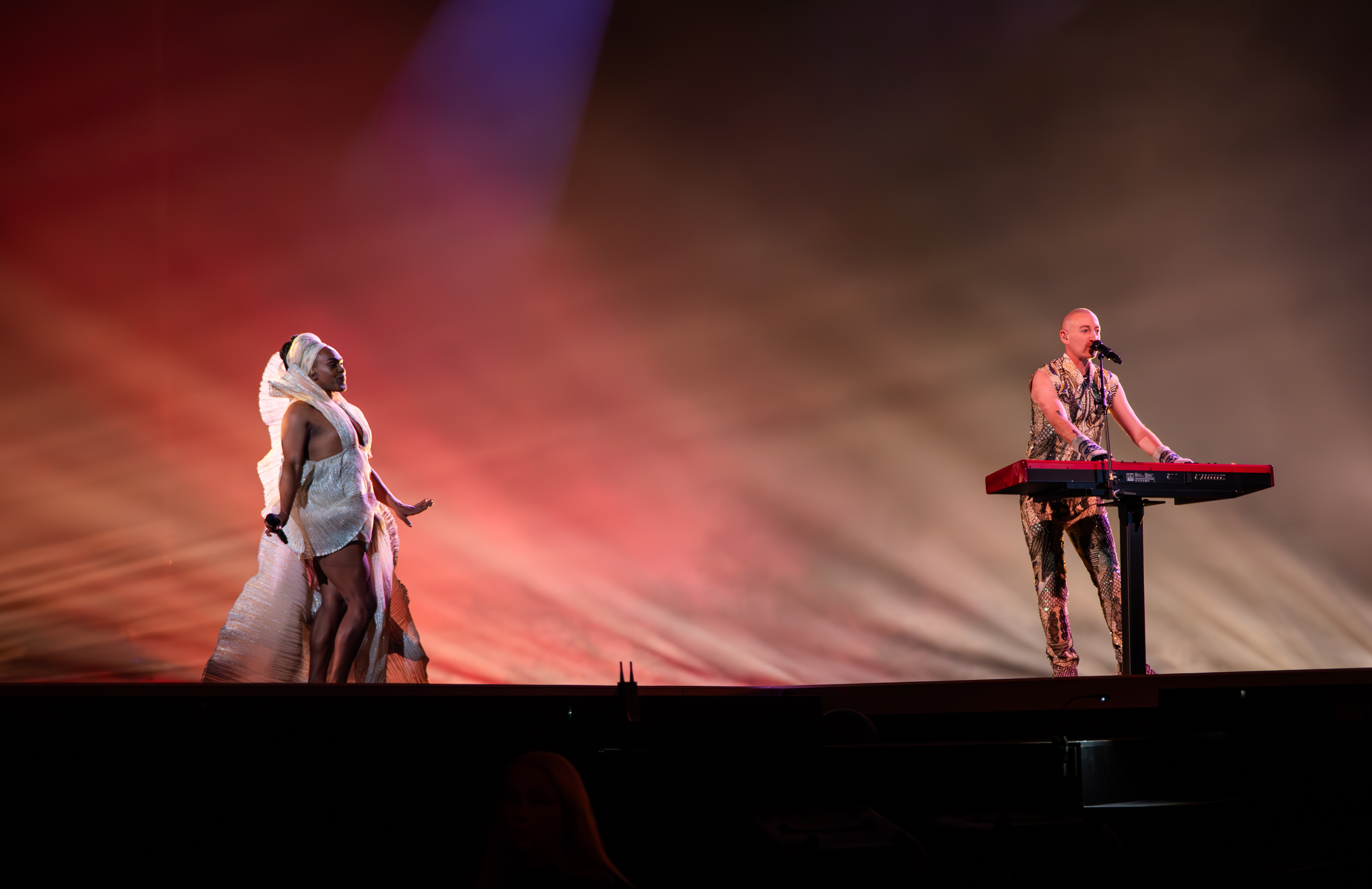
Electric Fields à Malmö (2024)

## Commentateurs et porte-paroles
| Année | Commentateur(s)                                      | Porte-parole                                         |
| ----- | ---------------------------------------------------- | ---------------------------------------------------- |
| 2015  | Julia Zemiro & Sam Pang                              | Lee Lin Chin                                         |
| 2016  | Julia Zemiro & Sam Pang                              | Lee Lin Chin                                         |
| 2017  | Myf Warhurst & Joel Creasey                          | Lee Lin Chin                                         |
| 2018  | Myf Warhurst & Joel Creasey                          | Ricardo Gonçalves                                    |
| 2019  | Myf Warhurst & Joel Creasey                          | Electric Fields                                      |
| 2020  | Concours annulé en raison de la pandémie de COVID-19 | Concours annulé en raison de la pandémie de COVID-19 |
| 2021  | Myf Warhurst & Joel Creasey                          | Joel Creasey                                         |
| 2022  | Myf Warhurst & Joel Creasey                          | Courtney Act                                         |
| 2023  | Myf Warhurst & Joel Creasey                          | Catherine Martin                                     |

## Historique de vote
Depuis 2015, l'Australie a attribué en finale le plus de points à :
| Rang | Pays        | Points |
| ---- | ----------- | ------ |
| 1    | Suède       | 107    |
| 2    | Israël      | 59     |
| 3    | Belgique    | 54     |
| 4    | Ukraine     | 51     |
| 5    | Malte       | 43     |
| 5    | Finlande    | 43     |
| 7    | France      | 41     |
| 8    | Royaume-Uni | 40     |
| 8    | Suisse      | 40     |
| 8    | Italie      | 40     |

Depuis 2015, l'Australie a reçu en finale le plus de points de la part de :
| Rang | Pays        | Points |
| ---- | ----------- | ------ |
| 1    | Suède       | 76     |
| 2    | Islande     | 71     |
| 2    | Royaume-Uni |        |
| 4    | Pologne     | 64     |
| 5    | Finlande    | 62     |
| 6    | Allemagne   | 58     |
| 7    | Danemark    | 54     |
| 8    | Moldavie    | 51     |
| 9    | Espagne     | 50     |
| 9    | Estonie     | 50     |

### Douze points
Légende
 Vainqueur - L'Australie a donné 12 points à la chanson victorieuse / L'Australie a reçu 12 points et a gagné le concours.
 2e place - L'Australie a donné 12 points à la chanson arrivée à la seconde place / L'Australie a reçu 12 points et a terminé deuxième.
 3e place - L'Australie a donné 12 points à la chanson arrivée à la troisième place / L'Australie a reçu 12 points et a terminé troisième.
 Qualifiée - L'Australie a donné 12 points à une chanson parvenue à se qualifier pour la finale / L'Australie a reçu 12 points et s'est qualifiée pour la finale
 Non-qualifiée - L'Australie a donné 12 points à une chanson éliminée durant les demi-finales / L'Australie a reçu 12 points mais n'est pas parvenue à se qualifier pour la finale.
| Année         | Attribués   | Attribués            | Reçus                                                                    | Reçus                                                                    |
| Année         | Finale      | Demi-Finale          | Finale                                                                   | Demi-Finale                                                              |
| 2015          | Suède       | Serbie DF1 Suède DF2 | Suède Autriche                                                           | Qualifiée d'office                                                       |
| 2016 Jury     | Belgique    | Belgique             | Albanie Autriche Belgique Croatie Hongrie Lituanie Pays-Bas Suède Suisse | Belgique Bulgarie Danemark Israël Italie Lituanie Norvège Suisse Ukraine |
| 2016 Télévote | Belgique    | Belgique             | Albanie Malte Suède                                                      | Israël                                                                   |
| 2017 Jury     | Royaume-Uni | Pologne              | Aucun                                                                    | Tchéquie Slovénie Suède                                                  |
| 2017 Télévote | Moldavie    | Moldavie             | Aucun                                                                    | Aucun                                                                    |
| 2018 Jury     | Suède       | Suède                | Aucun                                                                    | Danemark France Lettonie                                                 |
| 2018 Télévote | Israël      | Danemark             | Aucun                                                                    | Aucun                                                                    |
| 2019 Jury     | Suède       | Tchéquie             | Pologne Roumanie                                                         | Belgique Espagne Finlande Islande Pologne                                |
| 2019 Télévote | Norvège     | Islande              | Aucun                                                                    | Israël                                                                   |
| 2021 Jury     | Malte       | Malte                | Non qualifiée                                                            | Ukraine                                                                  |
| 2021 Télévote | Islande     | Ukraine              | Non qualifiée                                                            | Aucun                                                                    |
| 2022 Jury     | Espagne     | Suède                | Aucun                                                                    | Suède                                                                    |
| 2022 Télévote | Ukraine     | Serbie               | Aucun                                                                    | Aucun                                                                    |
| 2023 Jury     | Belgique    | Pas de jury          | Islande Portugal                                                         | Pas de jury                                                              |
| 2023 Télévote | Finlande    | Autriche             | Aucun                                                                    | Albanie Estonie Islande                                                  |
| 2024 Jury     | Irlande     | Pas de jury          | Non qualifiée                                                            | Pas de jury                                                              |
| 2024 Télévote | Israël      | Croatie              | Non qualifiée                                                            | Aucun                                                                    |